# Joe Dallet
Joseph Anthony Dallet Jr. (18 de fevereiro de 1907 - 13 de outubro de 1937) foi um comunista norte-americano que morreu na Guerra Civil Espanhola.

## Biografia
Dallet nasceu em Cleveland, Ohio e cresceu em Woodmere, Long Island. Seus pais eram Hilda Dallet e Joseph Dallet Sr, um rico fabricante de seda.   Ele frequentou a Woodmere Academy, Lawrence High School e, em 1923, matriculou-se no Dartmouth College.   Em 1927, abandonou a faculdade, sem concluir os estudos, e conseguiu um emprego como corretor de seguros na Massachusetts Mutual Life.  
Em 1928 tornou-se ativo no movimento trabalhista e começou a trabalhar como estivador. Trabalhou em siderúrgicas na Pensilvânia e em Ohio enquanto se organizava o Sindicato Industrial dos Trabalhadores de Chapa e Metal. Em 1929, juntou-se ao Partido Comunista e se casou com Barbara Rand, de quem se divorciou mais tarde. Dallet tornou-se um conhecido comunista e sindicalista no Centro-Oeste.
Em 1934 ele se tornou o marido de Kitty Puening, que mais tarde se casaria com o físico J. Robert Oppenheimer. 
Em 1934 e 1936, Dallet foi candidato do partido comunista à Câmara dos Representantes dos Estados Unidos e, em 1935, candidatou-se a prefeito de Youngstown, Ohio. 
Em março de 1937, Dallet partiu para a Europa para lutar na Guerra Civil Espanhola. Em 27 de março, Dallet e um grupo de voluntários foram presos por uma patrulha de fronteira francesa, enquanto tentavam entrar na Espanha vindos da França de barco.  Após um julgamento e 21 dias de prisão, foram libertados.  Na noite de 22 de abril cruzaram com sucesso os Pirenéus e chegaram a Espanha.   Em junho de 1937, Dallet foi nomeado comissário político do Batalhão Mackenzie-Papineau.
O estilo autoritário de liderança de Dallet era pouco popular entre os homens subordinados a ele, que formaram um comitê de reclamações para tentar destituí-lo. Uma reunião noturna foi realizada em 12 de outubro para considerar as queixas contra Dallet.   Dallet tentou renunciar ao cargo de comissário, mas sua renúncia foi rejeitada.  No dia seguinte, Dallet foi baleado e morto na frente de Aragão, perto de Fuentes de Ebro, enquanto avançava em sua primeira batalha.   
Kitty estava a caminho da Espanha para se juntar a Dallet. As cartas de Dallet para Kitty foram publicadas em 1938 no livro Letters From Spain de Joe Dallet: American Volunteer, To His Wife. O Dartmouth College concede um prêmio anual para estudantes em memória de Dallet.

## Livros
- Dallet, Joe (1938). Letters From Spain by Joe Dallet: American Volunteer, To His Wife. New York: Workers Library Publishers